# 1923년 전국체육대회
1923년 전국체육대회는 1923년 5월 17일부터 12월 8일까지 일제강점기 조선 경성부에서 개최된 전국체육대회이다. 1923년에 개최된 제4회 전조선야구대회, 제3회 전조선정구대회, 제4회 전조선축구대회를 1923년 전국체육대회의 일부로 인정하고 있다. 제4회 전조선야구축구대회가 1923년 5월 17일 배재고등보통학교 운동장에서 개최되면서 1923년 전국체육대회가 시작되었다. 1923년 10월 15일에 제3회 전조선정구대회가 개최되며 정구 종목이 진행되었고, 1923년 11월 21일에 제4회 전조선축구대회가 개최되며 축구 종목이 진행되었다.

## 경기 종목

### 럭비
럭비 종목은 제4회 전조선축구대회 도중 시범 경기 형식으로 진행된 시범 종목이다. 1923년 11월 21일부터 11월 22일까지 휘문고등보통학교 운동장에서 개최되었다. 제4회 전조선축구대회 도중 시범 경기 형식으로 진행되었으며, 한국 최초의 공식 럭비 경기로 기록되고 있다. 1923년 11월 21일 오전에 럭비구락부 럭비단과 중앙고등보통학교 럭비단 간의 경기가 진행되었고, 1923년 11월 22일 오전에 럭비구락부 럭비단과 보성고등보통학교 럭비단 간의 경기가 진행되었다.

### 야구

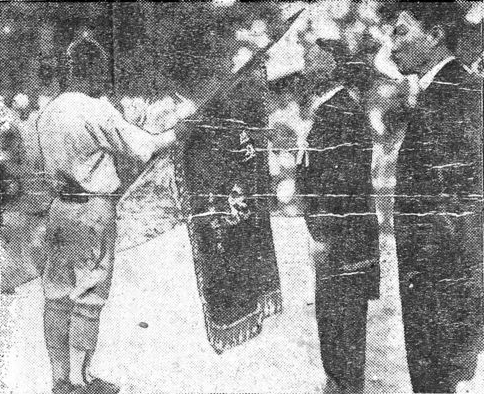
야구 중학부에서 우승한 휘문고등보통학교가 우승기를 수여받는 모습

야구 종목은 제4회 전조선야구대회로 진행되었다. 제4회 전조선야구대회는 1923년 5월 17일부터 5월 19일까지 배재고등보통학교 운동장에서 진행되었다. 중등부 종목에서는 5개 선수단이 참가하여 휘문고등보통학교가 결승에서 오산학교를 이기고 우승했고, 청년부 종목에서는 6개 선수단이 참가하여 중앙체육단이 결승에서 대구청년회를 상대로 17:11로 이기며 우승을 차지했다.
한편 청년부 종목의 중앙체육단과 배재청년단의 경기에서 3회 말 17:4로 앞서가던 중앙체육단의 공격 상황에서 배재 측 응원단이 중앙체육단의 선수의 언동을 문제삼아 소란을 피우는 일이 발생했다. 이에 당시 경기 주심이었던 윤치영 심판은 중앙체육단의 주장 박석윤과 배재청년단의 감독 마춘식에게 퇴장 명령을 내렸지만, 양 선수단이 모두 심판의 퇴장 조치에 불복하고 경기장 내 소란 상황이 계속되었다. 소란이 계속되는 상황에서 당시 심판은 배재 측 응원단의 소란이 더 심하다고 판단하고 배재 측 응원단에게 전원 퇴장 명령을 내리자, 이에 불복하여 배재청년단 측은 경기를 기권하는 상황이 발생했다.

### 정구

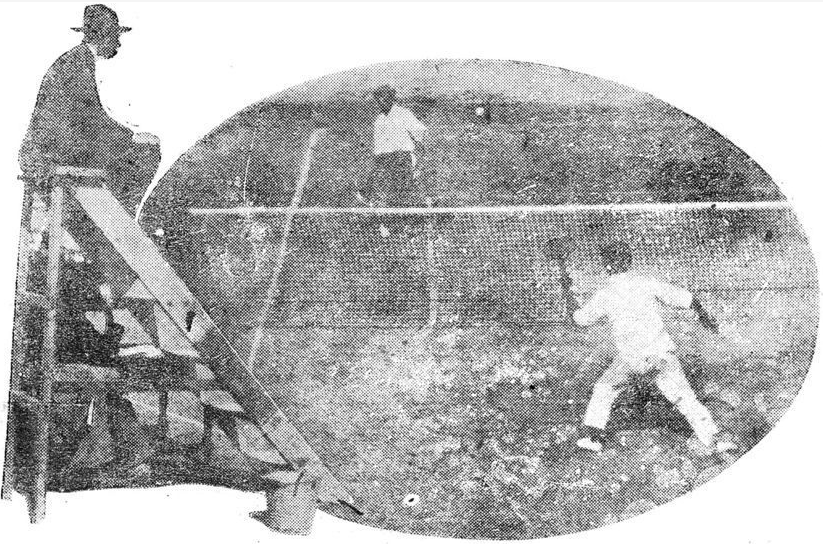
정구 종목 결승이 진행 중인 모습

정구 종목은 제3회 전조선정구대회로 진행되었다. 제3회 전조선정구대회는 1923년 10월 15일부터 10월 17일까지 휘문고등보통학교 운동장에서 개최되었다. 이 대회부터 소학부 종목이 신설되었고 소학부 종목에는 6개 선수단이 참가하여 선천공립보통학교가 결승에서 보성초등학교를 이기며 우승을 차지했다. 중학부 종목에서는 6개 선수단이 참가하여 휘문고등보통학교가 양정고등보통학교를 결승에서 이기며 우승을 차지했고, 청년부 종목에서는 11개 선수단이 참가하여 금강구락부가 우승을 차지하며 3회 연속 우승을 달성했다.

### 축구

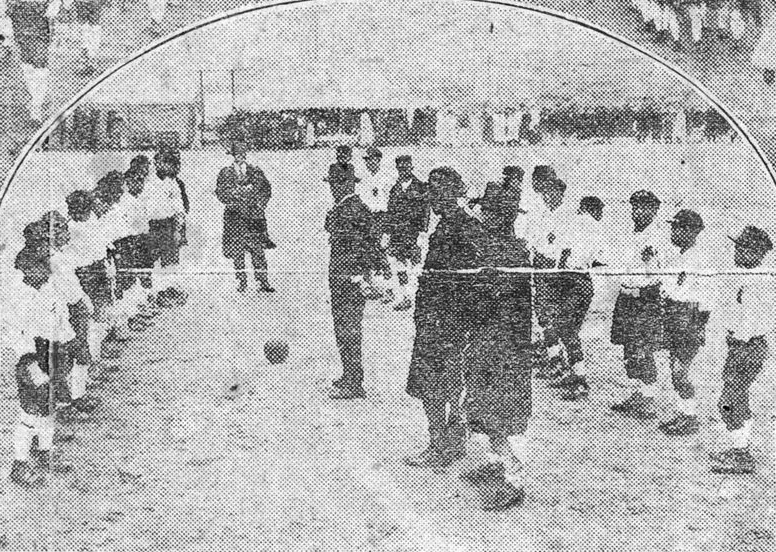
축구 소학부 경기 진행 모습

축구 종목은 제4회 전조선축구대회로 진행되었다. 1923년 11월 21일부터 사흘간 휘문고등보통학교 운동장에서 개최되었다. 청년부 종목에서는 3개월 이상 해당 선수단에 소속되어 있어야 출전이 가능하고, 소학부와 중학부 종목에서는 해당 학교에 1년 이상 재적해야 출전할 수 있다는 참가 규정이 신설되었다. 이 대회를 앞두고 신설된 이 규정으로 부정 선수 논란이 일어났고 결승전 당일 이에 대해 항의와 소란이 발생하자 결승 경기는 12월 8일로 연기하여 진행되었다. 소학부 종목에서는 7개 선수단이 참가하여 광성보통학교가 우승을 차지했고, 중학부 종목에서는 8개 선수단이 참가하여 배재고등보통학교가 우승을 차지했고, 청년부 종목에서는 6개 선수단이 참가하여 불교청년회가 우승을 차지했다.

## 경기장
| 종목 | 경기장                  | 도시 | 부문   | 세부 종목 | 비고      |
| ---- | ----------------------- | ---- | ------ | --------- | --------- |
| 럭비 | 휘문고등보통학교 운동장 | 경성 | 청년부 | 남자      |           |
| 야구 | 배재고등보통학교 운동장 | 경성 | 전부문 | 남자      |           |
| 정구 | 휘문고등보통학교 운동장 | 경성 | 전부문 | 남자 단체 |           |
| 축구 | 배재고등보통학교 운동장 | 경성 | 전부문 | 남자      | 결승 경기 |
| 축구 | 휘문고등보통학교 운동장 | 경성 | 전부문 | 남자      |           |

## 선수단
| 선수단   | 선수 | 임원 | 럭비 | 야구 | 야구 | 정구 | 정구 | 정구 | 축구 | 축구 | 축구 | 비고 |
| 선수단   | 선수 | 임원 | 청년 | 청년 | 중학 | 청년 | 중학 | 소학 | 청년 | 중학 | 소학 | 비고 |
| -------- | ---- | ---- | ---- | ---- | ---- | ---- | ---- | ---- | ---- | ---- | ---- | ---- |
| 경기도   |      |      | •    | •    | •    | •    | •    | •    | •    | •    | •    |      |
| 경상북도 |      |      |      | •    |      |      |      |      |      |      |      |      |
| 전라남도 |      |      |      |      |      | •    |      |      |      |      |      |      |
| 전라북도 |      |      |      |      |      |      |      |      |      | •    |      |      |
| 평안남도 |      |      |      |      |      | •    | •    | •    |      | •    | •    |      |
| 평안북도 |      |      |      |      | •    |      |      | •    |      | •    |      |      |
| 함경남도 |      |      |      |      |      | •    |      |      |      | •    |      |      |
| 계       |      |      | 1    | 2    | 2    | 4    | 2    | 3    | 1    | 5    | 2    |      |
| 계       | 1    | 3    | 3    | 4    | 4    | 4    | 5    | 5    | 5    |      |      |      |

## 대회 일정
|  | 개막식 |  | 종목 경기 |  | 결선 경기 |  | 폐막식 |

| 1923년          | 1923년          | 5월  | 5월  | 5월  | 10월 | 10월 | 10월 | 11월 | 11월 | 11월 | 12월 | 종목 합계 | 종목 합계 |
| 1923년          | 1923년          | 17일 | 18일 | 19일 | 15일 | 16일 | 17일 | 21일 | 22일 | 23일 | 8일  | 종목 합계 | 종목 합계 |
| --------------- | --------------- | ---- | ---- | ---- | ---- | ---- | ---- | ---- | ---- | ---- | ---- | --------- | --------- |
| 개막식 / 폐막식 | 개막식 / 폐막식 | •    |      | •    | •    |      | •    | •    |      |      | •    |           |           |
| 럭비            | 청년부          |      |      |      |      |      |      |      |      |      |      | 0         | 0         |
| 야구            | 청년부          |      |      | 1    |      |      |      |      |      |      |      | 1         | 2         |
| 야구            | 중학부          |      |      | 1    |      |      |      |      |      |      |      | 1         | 2         |
| 정구            | 청년부          |      |      |      |      |      | 1    |      |      |      |      | 1         | 3         |
| 정구            | 중학부          |      |      |      |      |      | 1    |      |      |      |      | 1         | 3         |
| 정구            | 소학부          |      |      |      |      |      | 1    |      |      |      |      | 1         | 3         |
| 축구            | 청년부          |      |      |      |      |      |      |      |      |      | 1    | 1         | 3         |
| 축구            | 중학부          |      |      |      |      |      |      |      |      |      | 1    | 1         | 3         |
| 축구            | 소학부          |      |      |      |      |      |      |      |      |      | 1    | 1         | 3         |
| 일일 합계       | 일일 합계       | 0    | 0    | 2    | 0    | 0    | 3    | 0    | 0    | 0    | 3    | 총계      | 총계      |
| 누적 합계       | 누적 합계       | 0    | 0    | 2    | 2    | 2    | 5    | 5    | 5    | 5    | 8    | 8         | 8         |

## 메달 집계

### 최종 순위
| 순위 | 선수단   | 금메달 | 은메달 | 동메달 | 메달 합계 |
| ---- | -------- | ------ | ------ | ------ | --------- |
| 1    | 경기도   | 6      | 6      | 11     | 23        |
| 2    | 평안북도 | 1      | 1      | 1      | 3         |
| 3    | 평안남도 | 1      | 0      | 2      | 3         |
| 4    | 경상북도 | 0      | 1      | 0      | 1         |
| 5    | 함경남도 | 0      | 0      | 2      | 2         |
| 6    | 전라남도 | 0      | 0      | 0      | 0         |
| 6    | 전라북도 | 0      | 0      | 0      | 0         |
| 합계 | 합계     | 8      | 8      | 16     | 32        |

### 청년부 메달 집계
| 순위 | 선수단   | 금메달 | 은메달 | 동메달 | 메달 합계 |
| ---- | -------- | ------ | ------ | ------ | --------- |
| 1    | 경기도   | 3      | 2      | 5      | 10        |
| 2    | 경상북도 | 0      | 1      | 0      | 1         |
| 3    | 함경남도 | 0      | 0      | 1      | 1         |
| 4    | 전라남도 | 0      | 0      | 0      | 0         |
| 4    | 전라북도 | 0      | 0      | 0      | 0         |
| 4    | 평안남도 | 0      | 0      | 0      | 0         |
| 합계 | 합계     | 3      | 3      | 6      | 12        |

### 중학부 메달 집계
| 순위 | 선수단   | 금메달 | 은메달 | 동메달 | 메달 합계 |
| ---- | -------- | ------ | ------ | ------ | --------- |
| 1    | 경기도   | 3      | 2      | 3      | 8         |
| 2    | 평안북도 | 0      | 1      | 1      | 2         |
| 3    | 평안남도 | 0      | 0      | 1      | 1         |
| 3    | 함경남도 | 0      | 0      | 1      | 1         |
| 5    | 전라북도 | 0      | 0      | 0      | 0         |
| 합계 | 합계     | 3      | 3      | 5      | 8         |

### 소학부 메달 집계
| 순위 | 선수단   | 금메달 | 은메달 | 동메달 | 메달 합계 |
| ---- | -------- | ------ | ------ | ------ | --------- |
| 1    | 평안남도 | 1      | 0      | 1      | 2         |
| 2    | 평안북도 | 1      | 0      | 0      | 1         |
| 3    | 경기도   | 0      | 2      | 3      | 5         |
| 합계 | 합계     | 2      | 2      | 4      | 8         |

## 참고 문헌
- “대한체육회 국내종합경기대회”. 대한체육회.
- 《대한체육회 50년》. 대한체육회. 1970. 2020년 11월 8일에 원본 문서에서 보존된 문서. 2022년 11월 5일에 확인함.
- 《대한체육회 70년사》. 대한체육회. 1990. 2020년 11월 8일에 원본 문서에서 보존된 문서. 2022년 11월 5일에 확인함.
- 《대한체육회 90년사》. 대한체육회. 2011. 2020년 11월 8일에 원본 문서에서 보존된 문서. 2022년 11월 5일에 확인함.
- 대한체육회 100주년 기념사업부 (2020). 《대한민국 체육 100년》. 대한체육회.
- 《대한민국 체육 100년 Ⅰ 통사 (민족과 함께 한 대한민국 체육 100년)》. 대한체육회. 2020.
- 《대한민국 체육 100년 Ⅱ 민족의 구심체, 조선체육회 (1920~1945)》. 대한체육회. 2020.
- 《대한민국 체육 100년 Ⅲ 세계를 향한 도전 (1945~1980)》. 대한체육회. 2020.
- 《대한민국 체육 100년 Ⅳ 스포츠로 꽃피운 대한민국 (1981~2000)》. 대한체육회. 2020.
- 《대한민국 체육 100년 Ⅴ 스포츠강국을 넘어 선진국으로(2001~2020)》. 대한체육회. 2020.